# Paul Nordhues

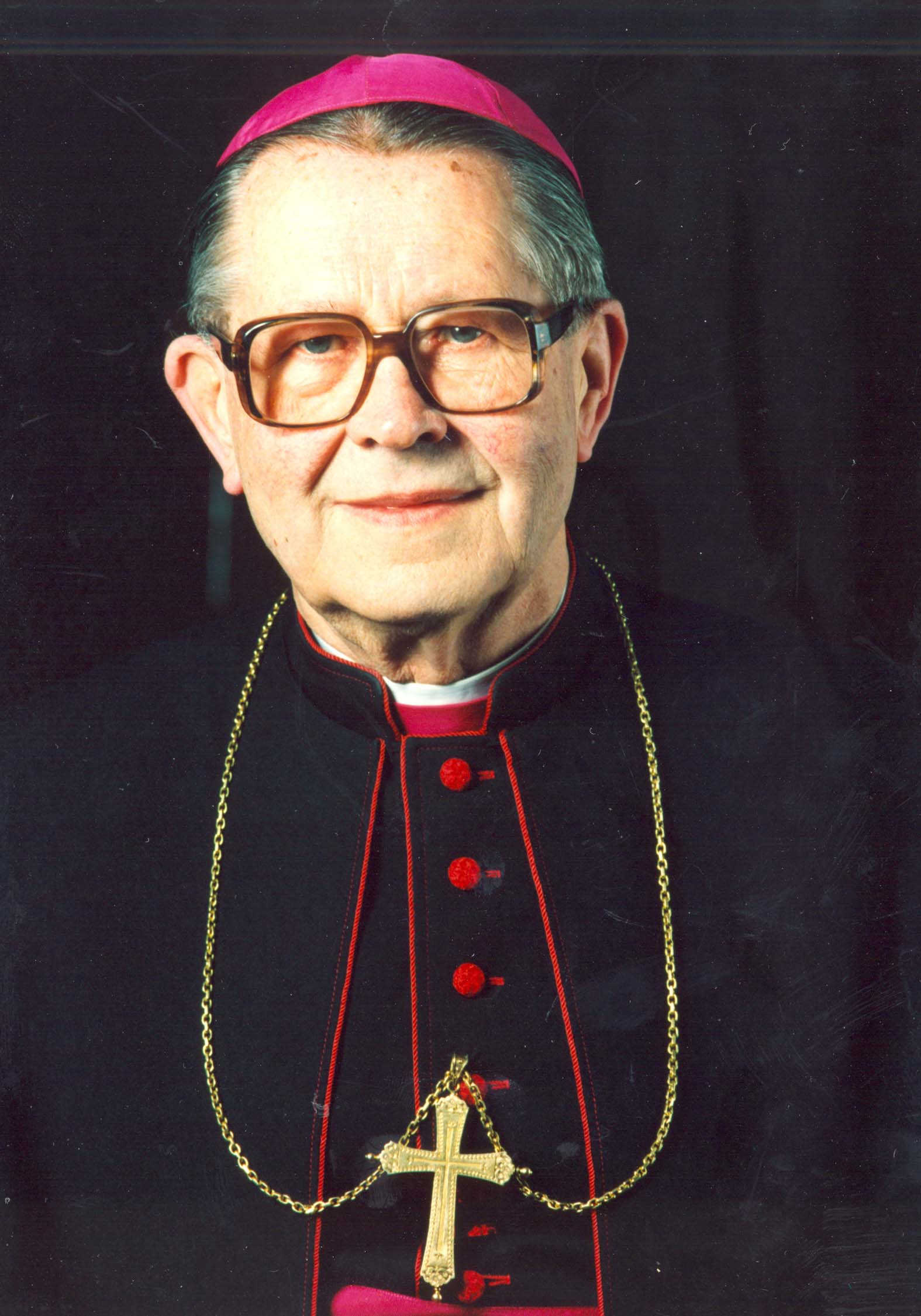
Paul Nordhues

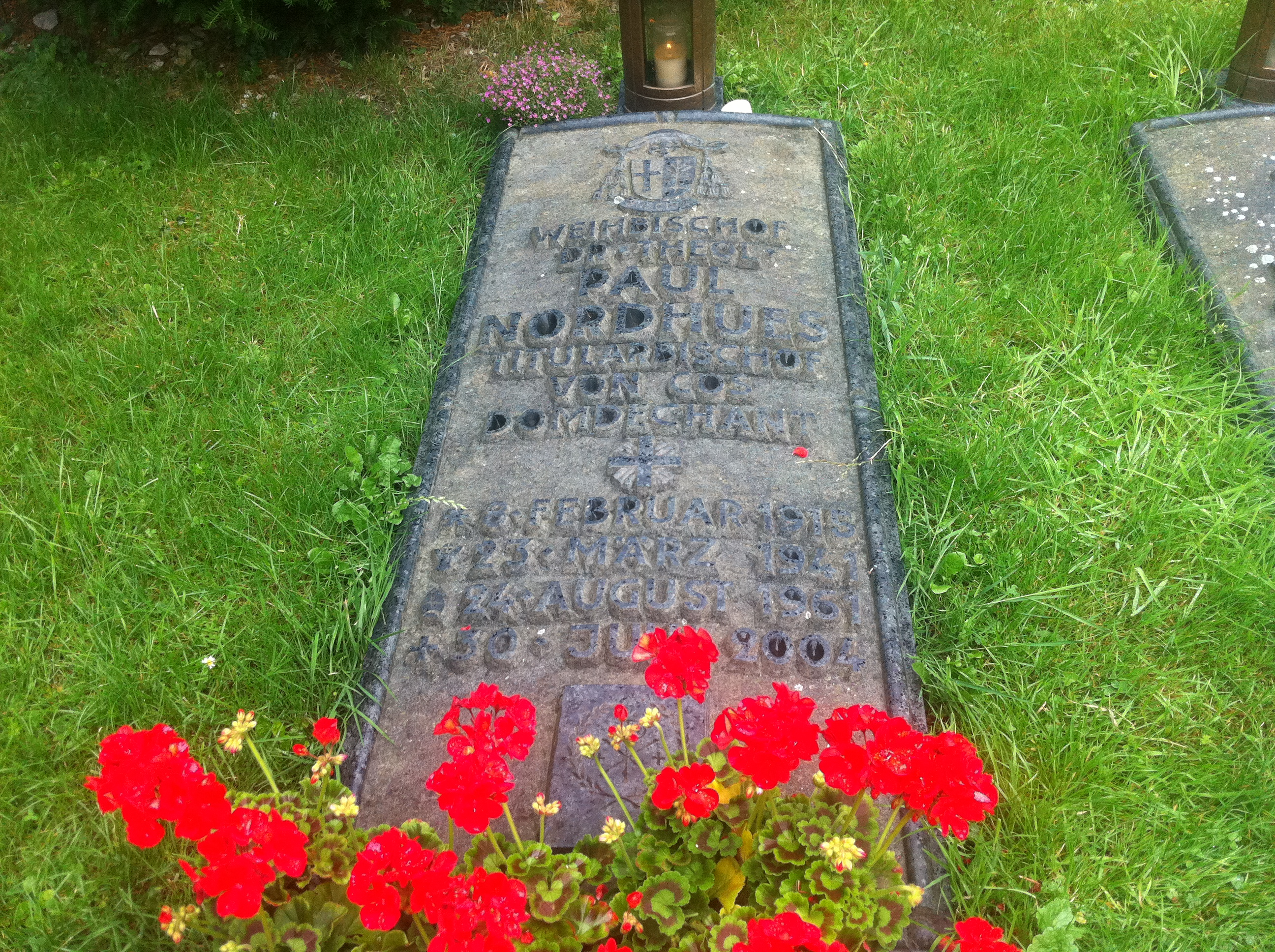
Grab von Paul Nordhues im Kreuzgang des Paderborner Doms

Paul Heinrich Nordhues (* 8. Februar 1915 in Dortmund; † 30. Juni 2004 in Paderborn) war ein katholischer Theologe und Weihbischof im Erzbistum Paderborn.

## Leben
Paul Nordhues wurde in der Liebfrauenkirche getauft. Er machte 1934 am Bismarck-Realgymnasium Abitur und studierte in Paderborn und Würzburg die Fächer Philosophie und Katholische Theologie. Er empfing am 23. März 1941 das Sakrament der Priesterweihe und arbeitete anschließend als Vikar in Schwalenberg, Warburg und Herford, ehe er 1952 Subregens am Paderborner Priesterseminar wurde. Er promovierte im Jahre 1956 an der Theologischen Fakultät der Universität Würzburg zum Doktor der Theologie und wurde ein Jahr darauf zum Regens am Priesterseminar Huysburg in der damaligen DDR ernannt.
Am 5. Juni 1961 ernannte ihn Papst Johannes XXIII. zum Weihbischof in Paderborn und Titularbischof von Cos. Die Bischofsweihe empfing Nordhues am 24. August desselben Jahres von Erzbischof Lorenz Jaeger. Mitkonsekratoren waren Bischof Franz Hengsbach von Essen und Bischof Adolf Bolte von Fulda. Bei der Bischofsweihe erhielt er den Bischofsstab des verstorbenen Weihbischofs Wilhelm Tuschen, der 1958 von der Bildhauerin Hildegard Domizlaff geschaffen worden war.
Von 1969 bis 1989 war er katholischer Vorsitzender der Arbeitsgemeinschaft für ökumenisches Liedgut. 1990 wurde Nordhues mit Erreichen der Altersgrenze emeritiert. Er starb am 30. Juni 2004 in Paderborn.